# Pyxis (kerk)

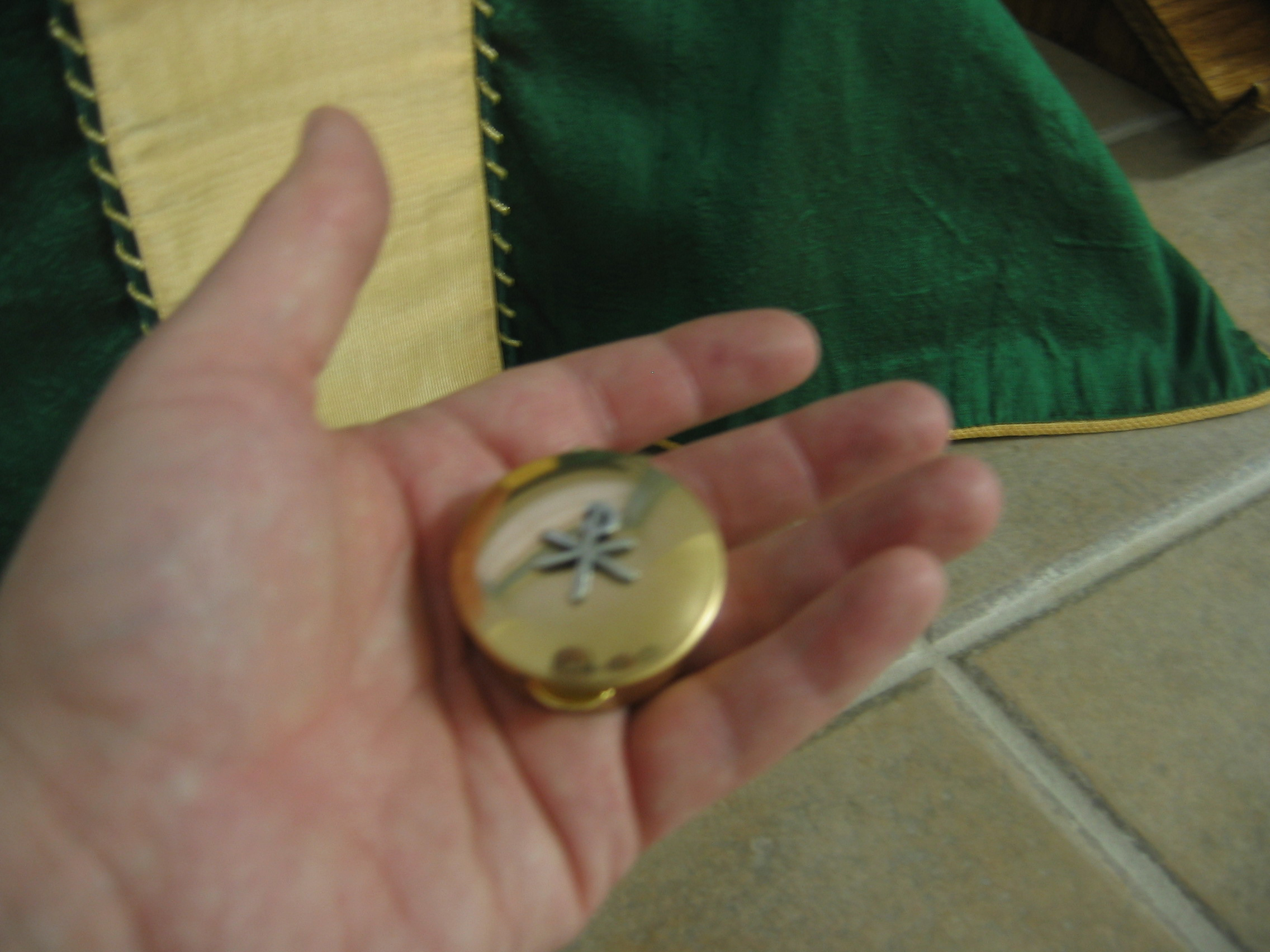

De pyxis is een rond doosje met deksel dat in de katholieke liturgie wordt gebruikt om de geconsecreerde hostie te bewaren als deze moet worden meegenomen, bijvoorbeeld bij een ziekenzalving.
Doorgaans is het doosje van zilver en is de binnenkant verguld. Eigenlijk kan het beschouwd worden als een handzamere versie van de ciborie. Er is ook een grotere variant van waarin vaak een grote hostie voor de eucharistische aanbidding wordt bewaard. Officieel is daar echter de custodiale voor bedoeld.